# Bereich Archäologie und Denkmalpflege der Hansestadt Lübeck

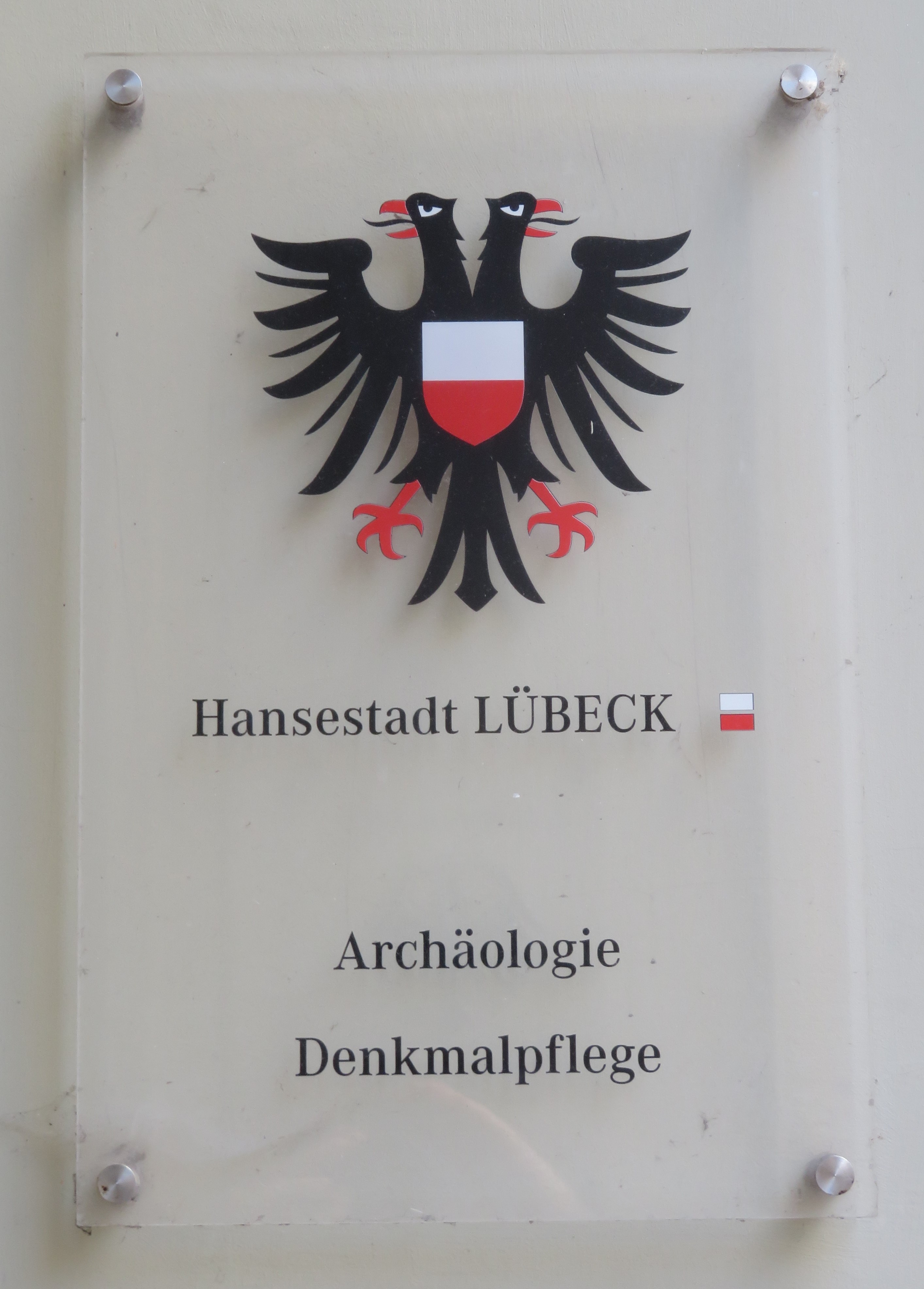

Der Bereich Archäologie und Denkmalpflege der Hansestadt Lübeck ist eine Behörde der Hansestadt Lübeck. Als Besonderheit in Deutschland ist sie zugleich untere und obere Denkmalschutzbehörde, zuständig für den Schutz und die Pflege von Kulturdenkmalen auf dem Gebiet der Hansestadt Lübeck. Das Stadtgebiet untersteht also nicht dem Landesamt für Denkmalpflege Schleswig-Holstein bzw. dem Archäologischen Landesamt Schleswig-Holstein.

## Geschichte
Die besondere Situation der Denkmalpflege und Archäologie in Lübeck hat historische und fachliche Gründe.
Sie ist zum einen begründet in der Tradition einer staatlichen Denkmalpflege seit dem 19. Jahrhundert der bis zum Groß-Hamburg-Gesetz 1937 selbständigen Freien und Hansestadt Lübeck. Nach Verlusten noch zu Anfang des 19. Jahrhunderts trat, beeinflusst von Carl Friedrich von Rumohrs Ideen, der Bürgermeister Karl Ludwig Roeck früh für den Denkmalschutz ein. 1818 verfügt eine Ratsverordnung erstmals, dass bei Verkauf oder Vernichtung von Kulturgut eine Genehmigung von Rat und Bürgerschaft erforderlich war. Roeck war so auf der administrativen Seite einer der Retter der Kunstschätze der Maria-Magdalenen-Kirche des Burgklosters in Lübeck. Er baute während seines Lebens eine kleine Kunstsammlung auf, die bei seinem Tode in die Lübecker Sammlungen der Gesellschaft zur Beförderung gemeinnütziger Tätigkeit fielen. 1844 wurde ein Dekret erlassen, das die Vorsteher der Kirchen und Stiftungen ermächtigte, Kunst- und Altertums-Gegenstände an die Gemeinnützige für deren Sammlungen zu überweisen. Ab 1889 wurde unter Gustav Schaumann auf Anordnung des Rats eine Inventarisierung aller Bau- und Kunstdenkmäler im Stadtgebiet vorgenommen. Die ersten Bände des Inventarwerks erschienen 1906. Zu dieser Zeit war der Denkmalschutz in der Baubehörde angesiedelt und wurde durch den Baudirektor Johannes Baltzer stark gefördert. Nach dem Ersten Weltkrieg kam Hugo Rahtgens nach Lübeck und wurde der führende Denkmalpfleger.
Seit 1921 regelte ein eigenes Gesetz Natur- und Denkmalschutz im Stadtstaat. Als Lübeck 1937 seine Eigenstaatlichkeit im Groß-Hamburg-Gesetz verlor, blieb der eigenständige Denkmalschutz erhalten. Diese Situation blieb auch bestehen, als sich das Land Schleswig-Holstein 1958 ein Denkmalschutzgesetz gab. 1963 wurden auf dieser Basis die beiden Ämter Amt für Vor- und Frühgeschichte (Bodendenkmalpflege) und Amt für Denkmalpflege eingerichtet. 1977 wurden beide vom Bauamt getrennt und direkt dem Bürgermeister unterstellt, was Konflikte löste, die zwischen der Baubehörde und der Denkmalschutzbehörde entstanden waren.
Neben der historischen Sondersituation gibt es auch fachliche Gründe für die Eigenständigkeit. Das Lübecker Stadtgebiet hat einen in Schleswig-Holstein einmalig hohen Bestand an Kulturdenkmalen und ist ein Zentrum der Stadtarchäologie. Die Lübecker Altstadt ist zudem das einzige UNESCO-Welterbe in Schleswig-Holstein.

## Gegenwart
Der § 3 des schleswig-holsteinischen Denkmalschutzgesetzes vom 30. Dezember 2014 bestimmt: Die Aufgaben der oberen Denkmalschutzbehörden werden für den Bereich der Hansestadt Lübeck von deren Bürgermeisterin oder Bürgermeister wahrgenommen.

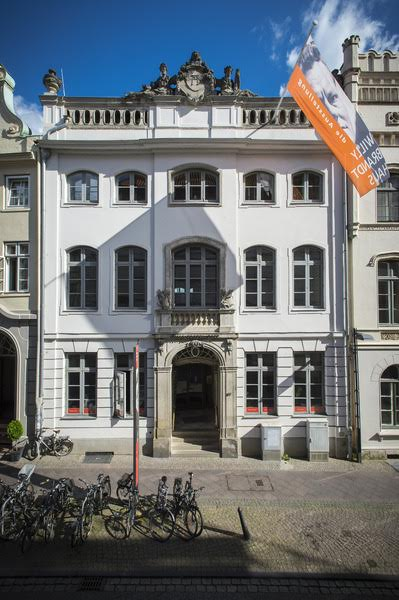
Willy-Brandt-Haus Lübeck, Königstraße 21

Der Bürgermeister nimmt diese Aufgabe mit Hilfe des ihm direkt unterstellten Bereiches wahr. Daher ist der Bereich als sowohl untere wie obere Denkmalschutzbehörde für den Denkmalschutz als Fachamt auf dem Gebiet der Stadt unabhängig von den Landesämtern für Archäologie und Denkmalpflege Schleswig-Holstein zuständig. Die beiden 1963 eingerichteten Ämter bzw. Bereiche für Archäologie (Vor- und Frühgeschichte, Bodendenkmalpflege) und Denkmalpflege wurden 2007 mit der Verabschiedung des promovierten Bereichsleiters Baudenkmalpflege Horst Siewert in den Ruhestand zu einem Bereich mit zwei Abteilungen vereinigt. Sitz des Bereichs sind die oberen Geschosse im Willy-Brandt-Haus Lübeck, Königstraße 21. Die Abteilung Archäologie und das Magazin, das „mehrere Millionen Fundobjekte zu allen Facetten mittelalterlicher und neuzeitlicher Sachkultur“ verwahrt, befinden sich in einem Gebäude der ehemaligen Meesen-Kaserne.
Aufgaben des Bereichs sind der Denkmalschutz und die Denkmalpflege der bauhistorischen und archäologischen Dokumente im gesamten Stadtgebiet der Hansestadt Lübeck – einschließlich der zugehörigen Landgebiete und Travemünde – auf der Grundlage des gültigen Denkmalschutzgesetzes des Landes Schleswig-Holstein.
Die vom Bereich betreute Archäologische Sammlung hatte von Juli 2005 bis Ende 2011 im backsteingotischen Beichthaus des Burgklosters ein eigenes Museum für Lübecker Archäologie. Im Zuge der Errichtung des Europäischen Hansemuseums wurde das Museum für Lübecker Archäologie aufgelöst und magaziniert; die Räumlichkeiten des Burgklosters wurden in das 2015 eröffnete neue Museum einbezogen. 2018/19 beteiligte sich der Bereich mit 200 archäologischen Funden von der Bernsteinperle bis zum mittelalterlichen Holzkeller an der Berliner Ausstellung Bewegte Zeiten.

## Veröffentlichungen
Jahresberichte des Bereichs werden in der Regel in der Zeitschrift für Lübeckische Geschichte veröffentlicht. Der Bereich gibt die Lübecker Schriften zur Archäologie und Kulturgeschichte sowie die Reihe Lübecker Kolloquium zur Stadtarchäologie im Hanseraum mit bis jetzt 10 Bänden heraus. Ab dem Berichtsjahr 2019 erscheinen die Jahresberichte der Archäologie in der neuen Reihe Archäologie in Lübeck ISSN 2748-3436.

## Mitarbeiter
- Werner Neugebauer, Amtsleiter Bodendenkmalpflege 1963–1973
- Günter P. Fehring, Amtsleiter Bodendenkmalpflege 1973–1993
- Manfred Gläser, Amtsleiter Bodendenkmalpflege/Bereichsleiter 1994–2016
- Bernhard Schlippe, Amtsleiter Denkmalpflege 1963–1987
- Lutz Wilde, Wissenschaftlicher Mitarbeiter 1964–1987
- Horst-H. Siewert, Amtsleiter Denkmalpflege 1987–2007
- Irmgard Hunecke, Abteilungsleitung Denkmalpflege
- Manfred Schneider, Abteilungsleitung Archäologie
- Dirk Rieger, Abteilungsleitung Archäologie (2021/22), Bereichsleitung ab 2023
- Ingrid Sudhoff, Abteilungsleitung Archäologie ab 2023
- Charles Derlien, Zeichner und Restaurator